# Ауди Тип P
Ауди Тип P (на немски: Audi Typ P) е компактен модел на Ауди, произвеждан през от май до октомври 1931 година. шасито и каросерията са идентични с тези на DKW V800/V1000 4=8. Двигателят е подобен на този на Пежо 201.
Агрегатът е четирицилиндров редови с обем 1.1 литра. Мощността му е 30 к.с. (22 kW), максималната скорост – 80 км/ч. Автомобилът е със задно задвижване и тристепенна скоростна кутия.
Предлага се във варианта лимузина с две врати. Произведени са 327 бройки.